# Sitio de Alcañiz
El Asedio de Alcañiz fue uno de los episodios de la primera guerra carlista.

## Antecedentes
La rebelión estalló después de la convocatoria de las Cortes del 20 de junio de 1833 cuando el pretendiente don Carlos, refugiado en Portugal, se negó a jurar lealtad a María Cristina de Borbón-Dos Sicilias y el 1 de octubre, apoyado por Miguel I de Portugal reclamó su derecho al trono. En Morella, Rafael Ram de Víu y Pueyo proclamó rey a Carlos  el 13 de noviembre, a pesar de que la localidad fue ocupada por fuerzas liberales el 10 de diciembre. A la muerte de Ram de Víu Manuel Carnicer asumió la jefatura militar del ejército carlista en el Bajo Aragón y el Maestrazgo.  A su vez, la ejecución de Carnicer ocasionó la asunción del mando del frente por Ramón Cabrera. En la primavera de 1836, este ya comandaba 6.000 hombres y 250 caballos que operaban en el entorno de Cantavieja, que fortificó y convirtió en su centro de operaciones, con una prisión, fábrica de artillería y dos hospitales.
Cabrera se sumó a la Expedición Gómez para intentar tomar Madrid, dejando debilitado el Maestrazgo, y una vez superado el periodo de paralización del ejército causado por el Motín de la Granja de San Ildefonso, se nombrebró a Evaristo San Miguel como comandante del ejército del Centro, que capturó Cantavieja antes de ser recuperada por los carlistas el 24 de abril de 1837, cuando su guarnición se rindió en un ataque simultáneo de los carlistas contra Cantavieja, San Mateo y Benicarló. El 31 de enero de 1837 procedente de Benicarló, entraba Ramón Cabrera en Morella.
El 9 de febrero Cabrera puso sitio a Gandesa pero el 24 de febrero ordenó al coronel Juan Cabañero que abandonara el asedio y sorprendiera Zaragoza, esperando que supondría la rápida caída de todo Aragón, la conexión de los frentes catalán y navarro y la de todo España al norte de Madrid. El 3 de marzo salieron de Gandesa unos trescientos jinetes de la Caballería de Tortosa, mandada por el coronel José Lespinace, y entre 2.200 y 3.000 infantes a las órdenes del brigadier Cabañero que asaltaron Zaragoza. Sin embargo, el cinco de marzo los zaragozanos se lanzaron en masa en la calle a luchar contra los invasores, que huyeron. Pese a ello, posteriormente cayeron en manos carlistas Calanda, Alcorisa y Samper.

## El asedio
La noche del 1 de mayo, Ramón Cabrera rodeó Alcañiz, instalándose en el Cabezo del Cuervo y emboscando una buena parte de sus tropas en los olivos circundantes por si la guarnición hacía una salida. La noche siguiente instaló la artillería en el regazo del Cabezo apuntando contra el convento de San Francisco, que fue bomardeado hasta abrir una brecha el día 3. La brecha fue sin embargo tapada durante la noche por los defensores y abierta de nuevo al día siguiente por los cañones carlistas, entrando medio batallón en el convento y otro batallón por el la iglesia del Carmen. Ambas acciones fueron rechazadas y finalmente, ante la proximidad de Oraá, Cabrera levantó el asedio al día siguiente.

## Consecuencias
Después del fallido asalto en Alcañiz, la villa quedó bloqueada y aislada hasta el final de la guerra, y Ramón Cabrera siguió expandiendo su territorio, derrotando a los liberales en la Acción de Maella y ocupando todo el territorio hasta la cuenca del Jalón y Calatayud. Firmó con Antonio van Halen y Sarti el convenio de Segura, pero con la firma del Convenio de Bergara el agosto de 1839, Cabrera se vio aislado y rodeado por las fuerzas liberales, que a finales de 1839 habían montado una línea de fortificaciones desde Alcañiz a Castel de Cabra, para incomunicar y asediar una a una las posiciones carlistas: Espartero tomó Segura el 27 de febrero y poco después Castellote mientras desde el sur O'Donnell ocupó Aliaga, Alcalá de la Selva y finalmente Cantavieja el 11 de mayo. Perdida Morella, Cabrera cruzó el Ebro llegando a Berga, teniendo que huir a Francia en el mes de julio.